# Rallye du Portugal
Navigation
Édition 2024 Édition 2025
Le Rallye du Portugal est une épreuve de rallye automobile sur terre créée en 1967. Étape du championnat du monde des rallyes de 1973 à 2002, ce rallye est de nouveau inscrit au calendrier mondial depuis 2007; sponsor oblige, il se nomme « Rallye de Portugal Vodafone » depuis lors.

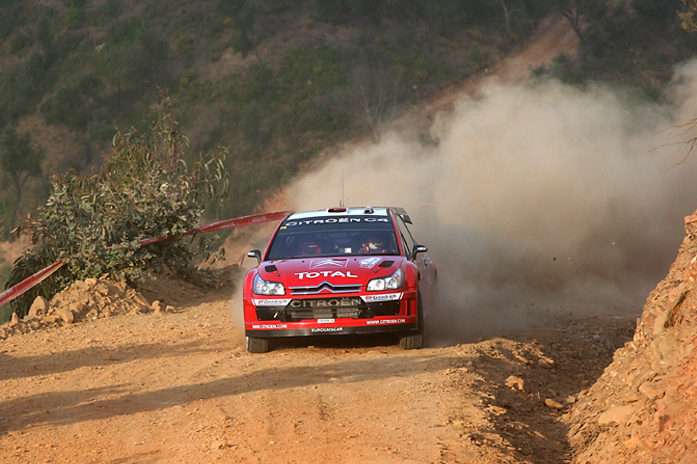
Sébastien Loeb en 2007.

## Prélude
Un rallye de Lisbonne (le Rallye Internacional de Lisboa (Estoril)) avec parcours de concentration (l'un depuis Paris) organisé par l'Automobile Club du Portugal (ACP) est intégré pour sa 7e édition internationale au Championnat d'Europe des rallyes dès la création de ce dernier en 1953, et remporté à l'époque -pour la troisième fois consécutivement- par Joaquim Filipe Nogueira sur Porsche 356 1500 devant Ian Appleyard sur Jaguar XK120 et Polensky/Schlüter, alors qu'après la guerre sa 8e édition (devenue 1re internationale) a de nouveau lieu en 1947. En 1948 le Conde Jorge de Monte Real (futur 2e du Grand Tour du Portugal 1950, du Monte-Carlo 1951, et recordman du trajet Lisbonne-Paris en 1956 sur Mercedes 300SL) est vainqueur sur sa Bentley 4½ Litre, en 1950 l'anglais Ken Wharton remporte l'épreuve sur une Ford Pilot V8, devant Nogueira (ancien vainqueur de classe du rallye de Miramar, avec ici une plus modeste MG TC), en 1951 Nogueira sur Jowett Jupiter est devant le cinéaste Manuel de Oliveira, et en 1952 Nogueira déjà sur Porsche 356 1.5L finit vainqueur absolu avant son triomphe dans le cadre européen l'année suivante.

## Histoire
L'organisateur du rallye du Portugal est l'ACP depuis 1975.
TAP Portugal (Transportadora Aérea Portuguesa) le finance (et l'organise grâce à Alfredo César Torres) de 1967 à 1974 ainsi que de 1994 à 2001, l'Institut des Vignes de Porto prenant le relais entre 1975 et 1993.
En 1970 il est inscrit au calendrier du championnat d'Europe des rallyes, et en 1973 à la première saison du WRC (perdant alors ses parcours de concentration).
De 1976 à 1980, ainsi qu'en 1982, il est désigné comme Rallye de l'année par le Bureau Permanent International des Constructeurs d´Automobiles (BPICA).
1986 est l'année du retrait des écuries officielles après le décès de trois spectateurs -ainsi qu'une quarantaine de blessés- lors de la perte de contrôle de la Ford RS200 de Joaquim Santos, alors triple vainqueur des championnats nationaux 1982 à 1984, dans l'épreuve spéciale "Lagoa Azul" de Sintra au tout début de la course. En 1987 Joaquim Guedes part à son tour dans la foule.
Après une année 2001 sous de très fortes pluies, il est remplacé par le nouveau rallye d'Allemagne en 2002 (malgré une récompense en 2000 pour la meilleure qualité de son organisation).
Réadmis le 5 juillet 2006 en WRC, il s'offre cependant une parenthèse en intercontinental Rally Challenge durant l'année 2008.
Désormais il se déroule dans les environs de Faro, chef-lieu de l'Algarve, souvent sur des collines aux virages étroits et rapidement aveugles.
L'édition 2020, initialement prévue du 21 au 24 mai et après avoir été déjà reportée une première fois, est finalement annulée, le 30 avril, par le comité d'organisation de l'épreuve, en raison de la pandémie de maladie à coronavirus.
Le Français Sébastien Ogier est septuple vainqueur de l'épreuve, les Finlandais Markku Alén et Ilkka Kivimäki quintuples.

## Palmarès

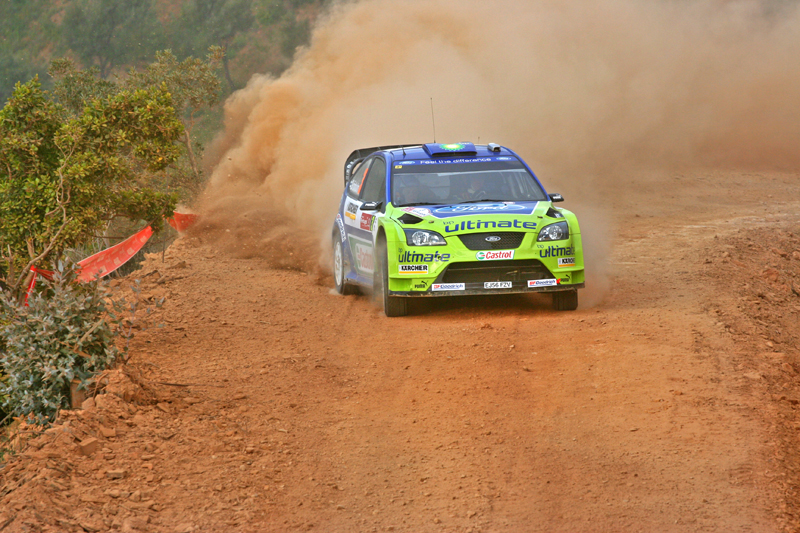
Marcus Grönholm sur Ford Focus WRC, édition 2007.

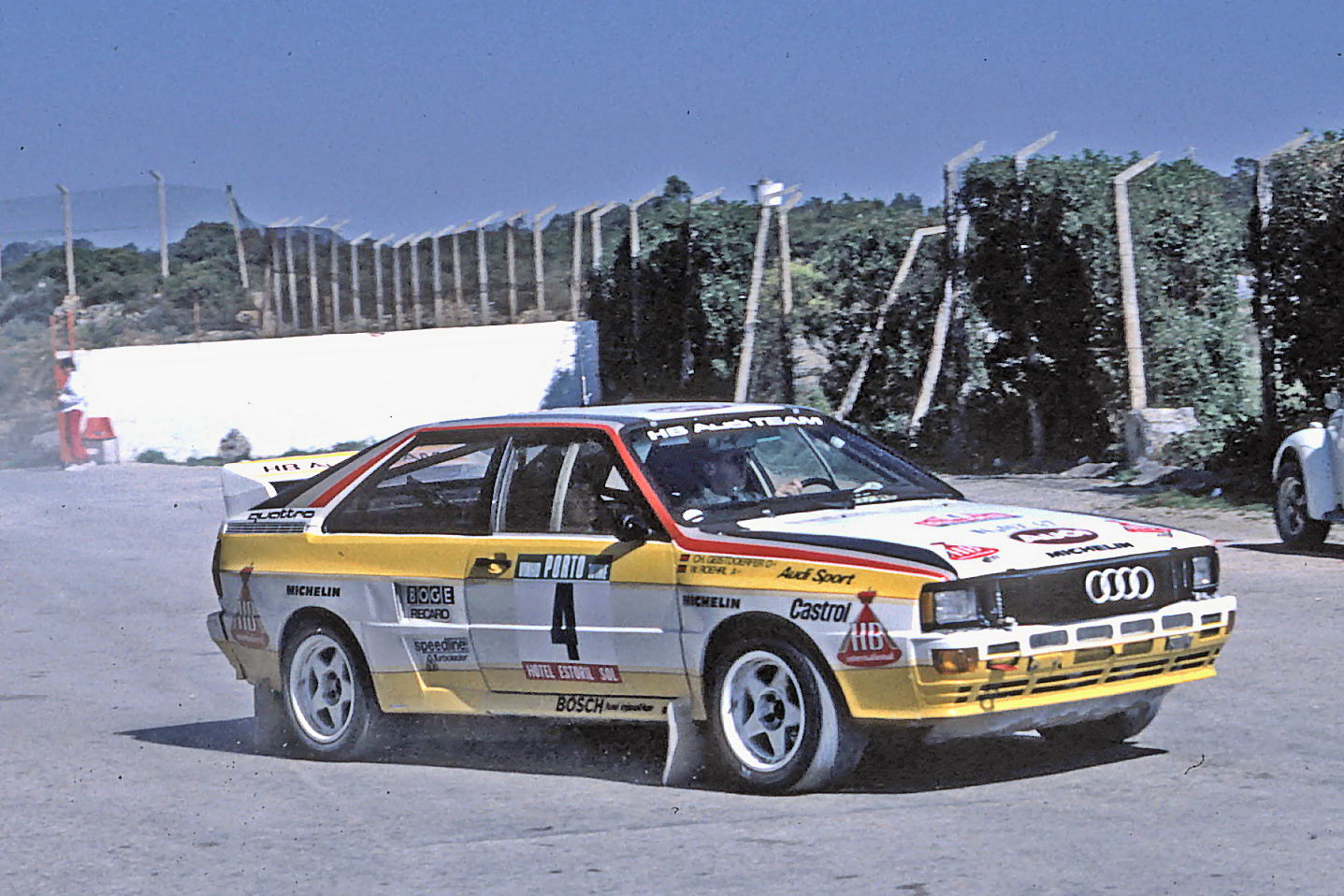
Walter Röhrl lors de l'édition 1984, sur son Audi Quattro A2.

| Année | Pilote                                                  | Copilote                                                | Voiture                                                 |
| ----- | ------------------------------------------------------- | ------------------------------------------------------- | ------------------------------------------------------- |
| 1967  | José Carpinteiro Albino                                 | Ant. Silva Pereira                                      | Renault 8 Gordini                                       |
| 1968  | Tony Fall                                               | Ron Crellin                                             | Lancia Fulvia HF                                        |
| 1969  | Francisco Romãozinho                                    | João Canas Mendes (Jocames)                             | Citroën DS21                                            |
| 1970  | Simo Lampinen                                           | John Davenport                                          | Lancia Fulvia HF                                        |
| 1971  | Jean-Pierre Nicolas                                     | Jean Todt                                               | Alpine A110                                             |
| 1972  | Achim Warmbold                                          | John Davenport                                          | BMW 2002 Ti                                             |
| 1973  | Jean-Luc Thérier                                        | Jacques Jaubert                                         | Alpine A110 1800                                        |
| 1974  | Raffaele Pinto                                          | Arnaldo Bernacchini                                     | Fiat 124 Abarth Spider                                  |
| 1975  | Markku Alén                                             | Ilkka Kivimäki                                          | Fiat 124 Abarth Spider                                  |
| 1976  | Sandro Munari                                           | Silvio Maiga                                            | Lancia Stratos HF                                       |
| 1977  | Markku Alén                                             | Ilkka Kivimäki                                          | Fiat 131 Abarth                                         |
| 1978  | Markku Alén                                             | Ilkka Kivimäki                                          | Fiat 131 Abarth                                         |
| 1979  | Hannu Mikkola                                           | Arne Hertz                                              | Ford Escort RS1800                                      |
| 1980  | Walter Röhrl                                            | Christian Geistdörfer                                   | Fiat 131 Abarth                                         |
| 1981  | Markku Alén                                             | Ilkka Kivimäki                                          | Fiat 131 Abarth                                         |
| 1982  | Michèle Mouton                                          | Fabrizia Pons                                           | Audi Quattro                                            |
| 1983  | Hannu Mikkola                                           | Arne Hertz                                              | Audi quattro A1                                         |
| 1984  | Hannu Mikkola                                           | Arne Hertz                                              | Audi quattro A2                                         |
| 1985  | Timo Salonen                                            | Seppo Harjanne                                          | Peugeot 205 Turbo 16                                    |
| 1986  | Joaquim Moutinho da Silva Santos                        | Edgar Fortes                                            | Renault 5 Turbo                                         |
| 1987  | Markku Alén                                             | Ilkka Kivimäki                                          | Lancia Delta HF 4WD                                     |
| 1988  | Massimo Biasion                                         | Carlo Cassina                                           | Lancia Delta Integrale                                  |
| 1989  | Massimo Biasion                                         | Tiziano Siviero                                         | Lancia Delta Integrale                                  |
| 1990  | Massimo Biasion                                         | Tiziano Siviero                                         | Lancia Delta HF Integrale 16v                           |
| 1991  | Carlos Sainz                                            | Luís Moya                                               | Toyota Celica GT-4 (ST165)                              |
| 1992  | Juha Kankkunen                                          | Juha Piironen                                           | Lancia Delta HF Integrale                               |
| 1993  | François Delecour                                       | Daniel Grataloup                                        | Ford Escort RS Cosworth                                 |
| 1994  | Juha Kankkunen                                          | Juha Piironen                                           | Toyota Celica Turbo 4WD (ST185)                         |
| 1995  | Carlos Sainz                                            | Luís Moya                                               | Subaru Impreza 555                                      |
| 1996  | Rui Madeira                                             | Nuno da Silva                                           | Toyota Celica GT-4                                      |
| 1997  | Tommi Mäkinen                                           | Seppo Harjanne                                          | Mitsubishi Lancer Evolution IV                          |
| 1998  | Colin McRae                                             | Nicky Grist                                             | Subaru Impreza WRC 98                                   |
| 1999  | Colin McRae                                             | Nicky Grist                                             | Ford Focus WRC                                          |
| 2000  | Richard Burns                                           | Robert Reid                                             | Subaru Impreza WRC 2000                                 |
| 2001  | Tommi Mäkinen                                           | Risto Mannisenmäki                                      | Mitsubishi Lancer Evolution 6.5                         |
| 2002  | Didier Auriol                                           | Thierry Barjou                                          | Toyota Corolla WRC                                      |
| 2003  | Armindo Araújo                                          | Miguel Ramalho                                          | Citroën Saxo Kit Car                                    |
| 2004  | Armindo Araújo                                          | Miguel Ramalho                                          | Citroën Saxo Kit Car                                    |
| 2005  | Daniel Carlsson                                         | Mattias Andersson                                       | Subaru Impreza WRX                                      |
| 2006  | Armindo Araújo                                          | Miguel Ramalho                                          | Mitsubishi Lancer Evo 8                                 |
| 2007  | Sébastien Loeb                                          | Daniel Elena                                            | Citroën C4 WRC                                          |
| 2008  | Luca Rossetti                                           | Matteo Chiarcossi                                       | Peugeot 207 S2000                                       |
| 2009  | Sébastien Loeb                                          | Daniel Elena                                            | Citroën C4 WRC                                          |
| 2010  | Sébastien Ogier                                         | Julien Ingrassia                                        | Citroën C4 WRC                                          |
| 2011  | Sébastien Ogier                                         | Julien Ingrassia                                        | Citroën DS3 WRC                                         |
| 2012  | Mads Østberg                                            | Jonas Andersson                                         | Ford Fiesta RS WRC                                      |
| 2013  | Sébastien Ogier                                         | Julien Ingrassia                                        | Volkswagen Polo R WRC                                   |
| 2014  | Sébastien Ogier                                         | Julien Ingrassia                                        | Volkswagen Polo R WRC                                   |
| 2015  | Jari-Matti Latvala                                      | Miikka Anttila                                          | Volkswagen Polo R WRC                                   |
| 2016  | Kris Meeke                                              | Paul Nagle                                              | Citroën DS3 WRC                                         |
| 2017  | Sébastien Ogier                                         | Julien Ingrassia                                        | Ford Fiesta WRC                                         |
| 2018  | Thierry Neuville                                        | Nicolas Gilsoul                                         | Hyundai i20 WRC                                         |
| 2019  | Ott Tänak                                               | Martin Järveoja                                         | Toyota Yaris WRC                                        |
| 2020  | Édition annulée en raison de la pandémie de coronavirus | Édition annulée en raison de la pandémie de coronavirus | Édition annulée en raison de la pandémie de coronavirus |
| 2021  | Elfyn Evans                                             | Scott Martin                                            | Toyota Yaris WRC                                        |
| 2022  | Kalle Rovanperä                                         | Jonne Halttunen (en)                                    | Toyota GR Yaris Rally1                                  |
| 2023  | Kalle Rovanperä                                         | Jonne Halttunen (en)                                    | Toyota GR Yaris Rally1                                  |
| 2024  | Sébastien Ogier                                         | Vincent Landais                                         | Toyota GR Yaris Rally1                                  |
| 2025, | Sébastien Ogier                                         | Vincent Landais                                         | Toyota GR Yaris Rally1                                  |

## Victoires

### Pilotes

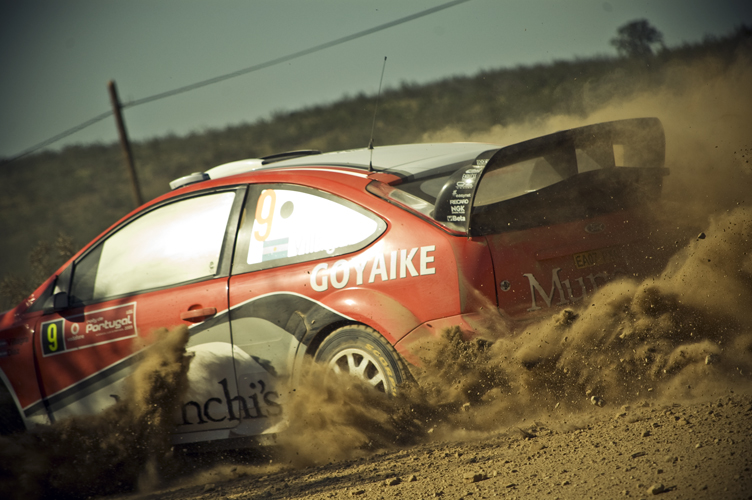
Federico Villagra, en 2009.

| Nombre | Pilote                           | Année(s)                                 |
| ------ | -------------------------------- | ---------------------------------------- |
| 7      | Sébastien Ogier                  | 2010, 2011, 2013, 2014, 2017, 2024, 2025 |
| 5      | Markku Alén                      | 1975, 1977, 1978, 1981, 1987             |
| 3      | Hannu Mikkola                    | 1979, 1983, 1984                         |
| 3      | Massimo Biasion                  | 1988, 1989, 1990                         |
| 3      | Armindo Araújo                   | 2003, 2004, 2006                         |
| 2      | Juha Kankkunen                   | 1992, 1994                               |
| 2      | Carlos Sainz                     | 1991, 1995                               |
| 2      | Colin McRae                      | 1998, 1999                               |
| 2      | Tommi Mäkinen                    | 1997, 2001                               |
| 2      | Sébastien Loeb                   | 2007, 2009                               |
| 2      | Kalle Rovanperä                  | 2022, 2023                               |
| 1      | José Carpinteiro Albino          | 1967                                     |
| 1      | Tony Fall                        | 1968                                     |
| 1      | Francisco Romãozinho             | 1969                                     |
| 1      | Simo Lampinen                    | 1970                                     |
| 1      | Jean-Pierre Nicolas              | 1971                                     |
| 1      | Achim Warmbold                   | 1972                                     |
| 1      | Jean-Luc Thérier                 | 1973                                     |
| 1      | Raffaele Pinto                   | 1974                                     |
| 1      | Sandro Munari                    | 1976                                     |
| 1      | Walter Röhrl                     | 1980                                     |
| 1      | Michèle Mouton                   | 1982                                     |
| 1      | Timo Salonen                     | 1985                                     |
| 1      | Joaquim Moutinho da Silva Santos | 1986                                     |
| 1      | François Delecour                | 1993                                     |
| 1      | Rui Madeira                      | 1996                                     |
| 1      | Didier Auriol                    | 2002                                     |
| 1      | Daniel Carlsson                  | 2005                                     |
| 1      | Luca Rossetti                    | 2008                                     |
| 1      | Mads Østberg                     | 2012                                     |
| 1      | Jari-Matti Latvala               | 2015                                     |
| 1      | Kris Meeke                       | 2016                                     |
| 1      | Thierry Neuville                 | 2018                                     |
| 1      | Ott Tanak                        | 2019                                     |
| 1      | Elfyn Evans                      | 2021                                     |

### Constructeurs

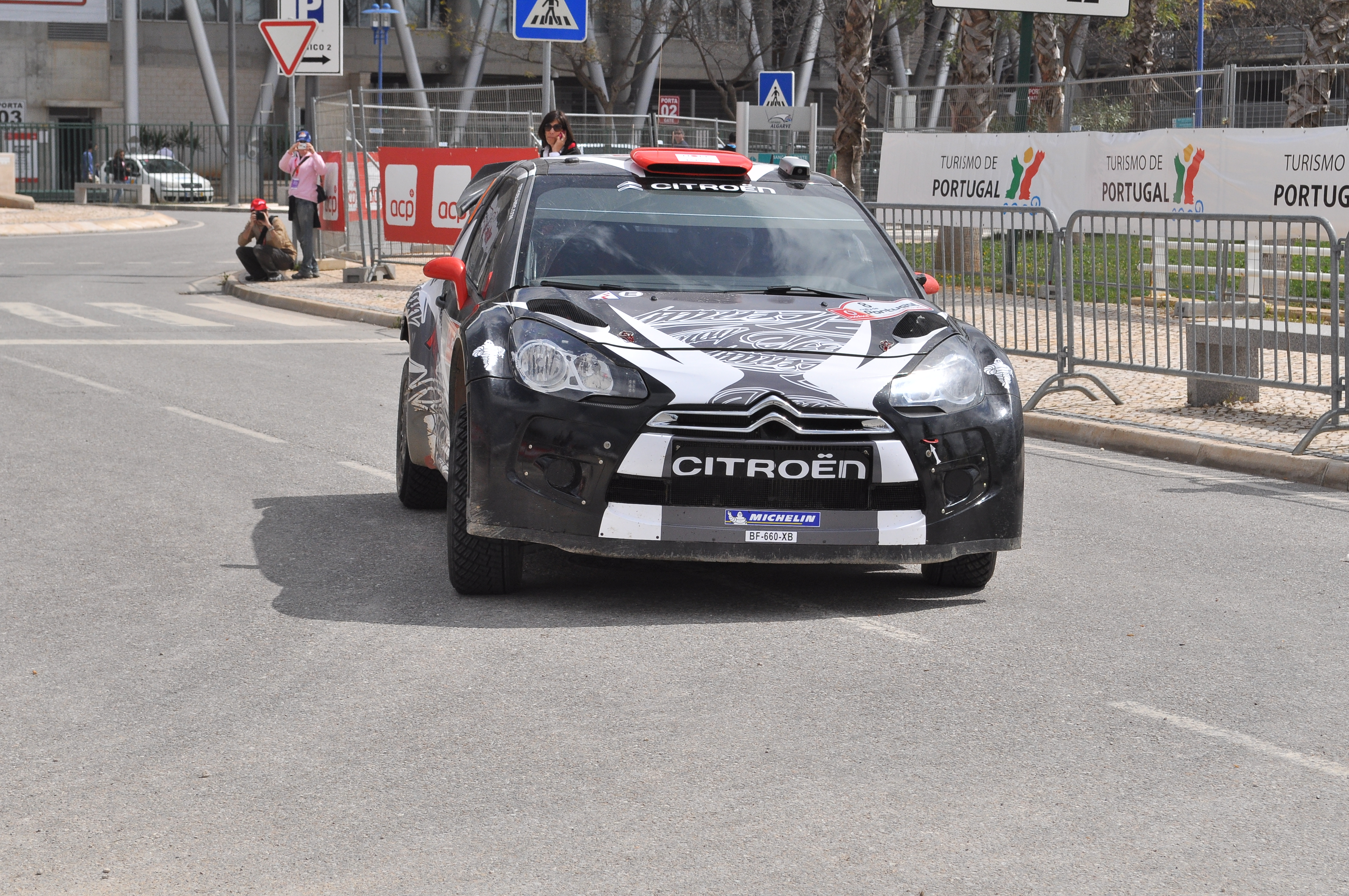
Kimi Räikkönen en 2011.

| Nombre | Constructeur | Année(s)                                                   |
| ------ | ------------ | ---------------------------------------------------------- |
| 10     | Toyota       | 1991, 1994, 1996, 2002, 2019, 2021, 2022, 2023, 2024, 2025 |
| 8      | Lancia       | 1968, 1970, 1976, 1987, 1988, 1989, 1990, 1992             |
| 8      | Citroën      | 1969, 2003, 2004, 2007, 2009, 2010, 2011, 2016             |
| 6      | Fiat         | 1974, 1975, 1977, 1978, 1980, 1981                         |
| 5      | Ford         | 1979, 1993, 1999, 2012, 2017                               |
| 4      | Subaru       | 1995, 1998, 2000, 2005                                     |
| 3      | Audi         | 1982, 1983, 1984                                           |
| 3      | Mitsubishi   | 1997, 2001, 2006                                           |
| 3      | Volkswagen   | 2013, 2014, 2015                                           |
| 2      | Alpine       | 1971, 1973                                                 |
| 2      | Renault      | 1967, 1986                                                 |
| 2      | Peugeot      | 1985, 2008                                                 |
| 1      | BMW          | 1972                                                       |
| 1      | Hyundai      | 2018                                                       |

## Rallye du Portugal Historique

### Palmarès
| Année | Pilote            | Copilote         | Voiture             |
| ----- | ----------------- | ---------------- | ------------------- |
| 2006  | Camilo Figueiredo | António Caldeira | Datsun 240Z         |
| 2007  | Pedro Jerónimo    | Carlos Hipólito  | Porsche 911 Carrera |
| 2008  | José Grosso       | João Sismeiro    | BMW 2002Tii         |
| 2009  | Raymond Horgnies  | Christophe Hayez | Porsche 911         |
| 2010  | Ricardo Alonso    | Moises Alvarez   | Ford Escort RS      |
| 2011  | Jose Lareppe      |                  | Opel Kadett         |